# Ehingen, Mittelfranken
Ehingen är en kommun och ort i Landkreis Ansbach i Regierungsbezirk Mittelfranken i förbundslandet Bayern i Tyskland.
Kommunen ingår i kommunalförbundet Hesselberg tillsammans med kommunerna Gerolfingen, Röckingen, Unterschwaningen och Wittelshofen.